# 芦屋神社
芦屋神社（あしやじんじゃ）は、兵庫県芦屋市東芦屋町にある神社。祭神である天穂日命（アメノホヒノミコト）は縁結びの神として崇敬を集めている。また、氏神として、芦屋の地の守り神として地元の人々の信仰を集めている。

## 概要
芦屋神社の主祭神の天穂日命は天照大神と須佐之男命が誓約した時に生まれた第二子とされる神である。出雲の国譲りの際、先遣隊として派遣され、現在の六甲山の頂上にある磐座（六甲カンツリーハウスの中の小高い丘にある）に降臨したと伝えられ、そこから出雲へ向かったという。後に天穂日命を崇敬する人々がその山深い険しい場所から現在の場所に社地を遷し、社を建て下の宮として祭祀したのが創始とされる。天穂日命が縁結びの神とされることから神前結婚式が執り行われている。
境内には原木に近いとされるオガタマの木や樹齢200〜300年と伝えられるヤマモモの木、市花でもあるコバノミツバツツジがある。古くから天神山のツツジとして親しまれ、阪神間屈指の名勝地で早くから阪神六景の一つにも選ばれたことがある。秋には紅葉も見られる。

## 歴史

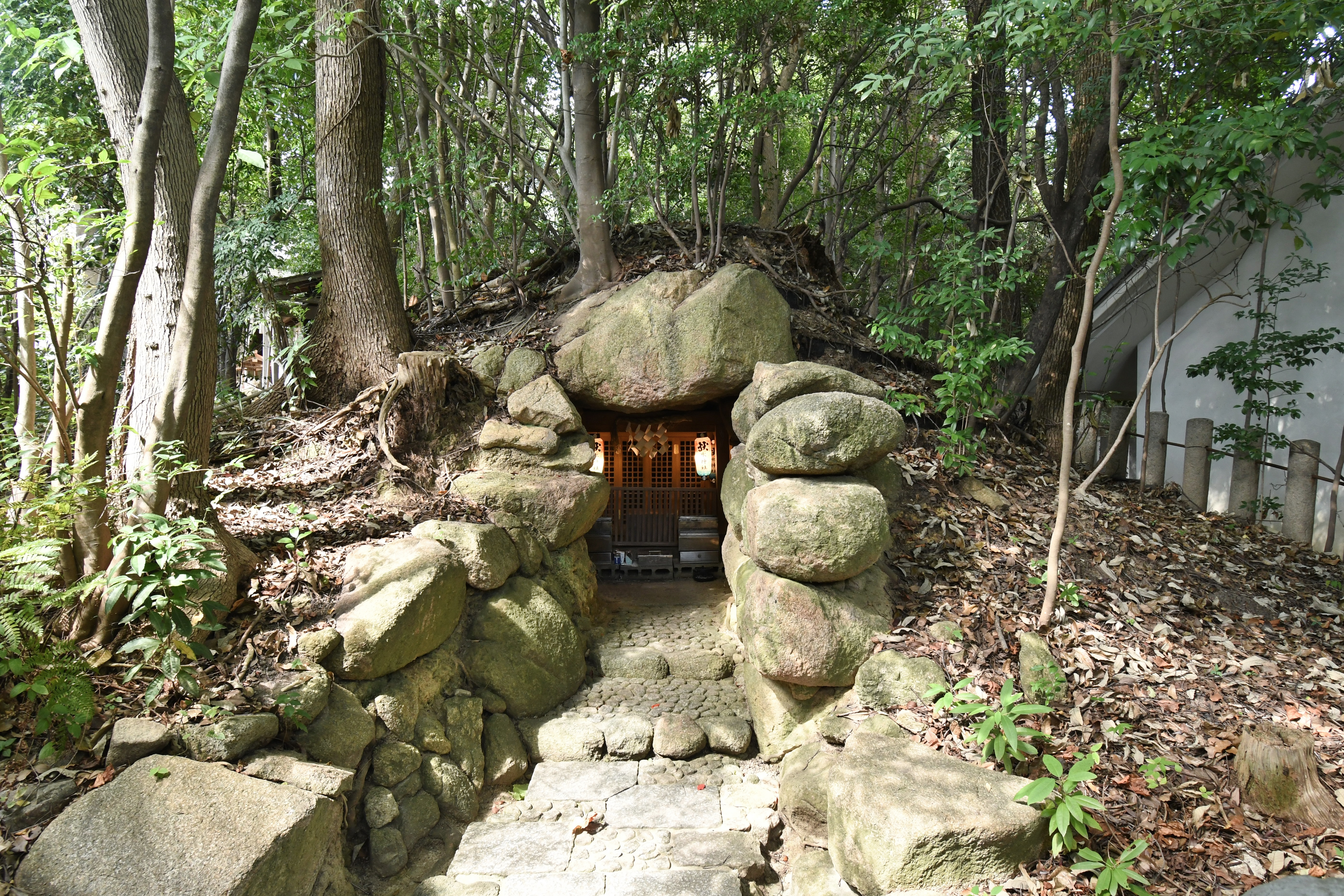
芦屋神社境内古墳（芦屋市指定史跡）

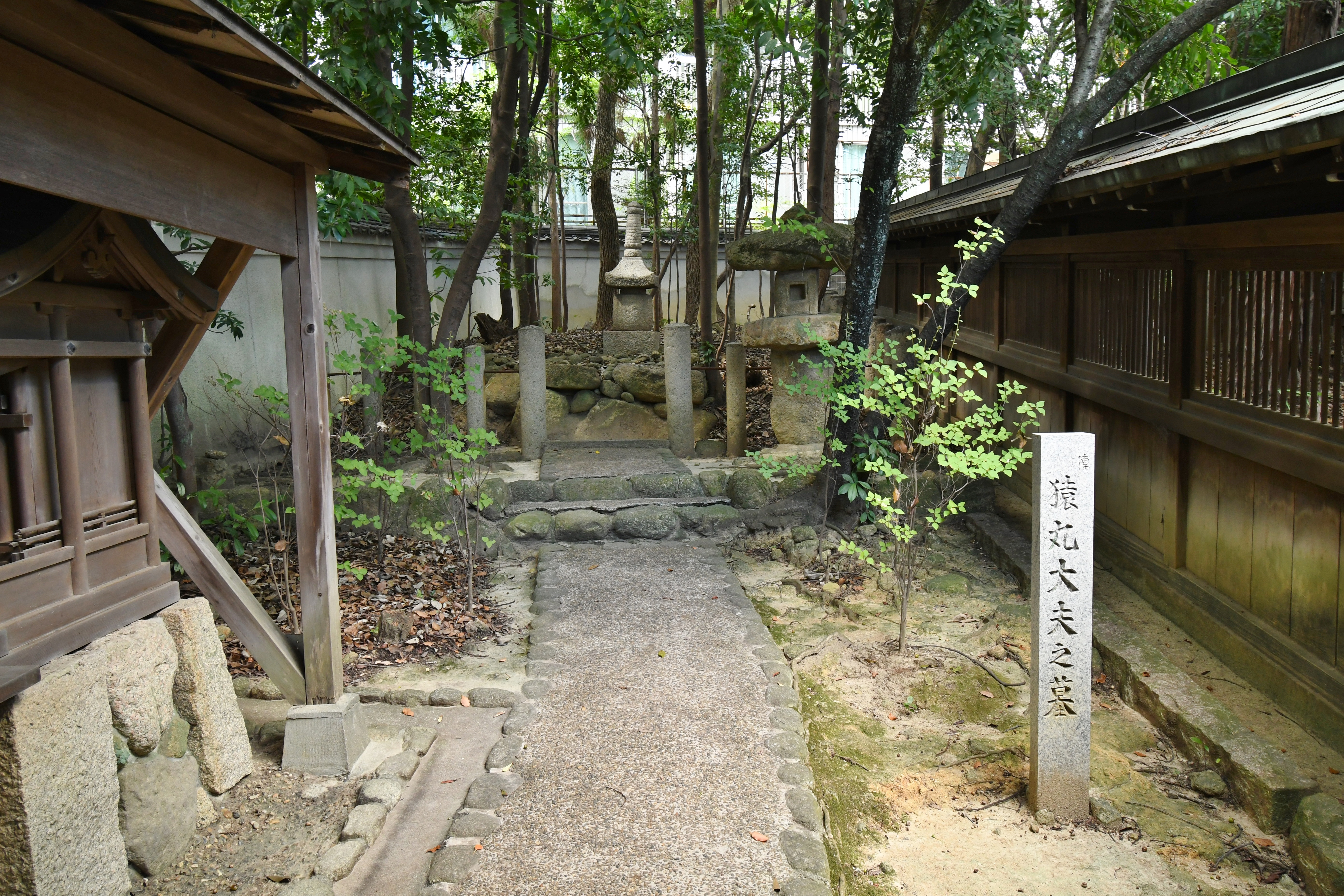
伝猿丸太夫墓（芦屋市指定文化財）

記紀によれば、天穂日命は使命を帯びて出雲へ向かったが3年間高天原に戻らなかったため、次の使節が次々と派遣されて、天穂日命の功績はなかったように記されているが、国譲りの後、大国主神を祀る出雲大社の祭祀を司るという功績があるとされる。出雲大社の国造家は天穂日命の子孫と伝える。
神社の西側に鎮座する水神社は、古墳時代（7世紀）後期の横穴式石室古墳（芦屋神社境内古墳、芦屋市指定史跡）である。神社の飛地境内地である「弁天岩」上の祠に祀られていた「水の神」を祀ってある。また、鎌倉時代の建立とされている猿丸大夫の墓と伝えられる宝塔がある。明治時代には神社合祀令によって芦屋の村々に点在していた数々の鎮守の社の神々が当社に合祀されている。
古くは「天神社」と呼ばれていたが、その「天神」は天の神のことを表し、神社末社に祀られている菅原道真の「天神」とは異なる。現在の社殿は1930年（昭和5年）に造営されたものである。社殿が建てられた後、周囲には別荘が建ち始め、豪華な高級住宅街の中に芦屋神社が鎮座する形となっている。

## 境内社
- 出雲神社
- 稲荷神社
- 猿丸神社
- 祖霊舎
- 水神社
- 龍神社
- 遥拝社

## 祭事
- 春季大祭：4月第1日曜日（花祭り、山勝祭）
- 秋季大祭：10月16日（例祭）

## 文化財

### 芦屋市指定文化財
- 有形文化財
  - 伝猿丸太夫之墓（建造物） - 1991年（平成3年）3月23日指定。
- 史跡
  - 芦屋神社境内古墳 - 2016年（平成28年）2月19日指定。

## 交通アクセス
- JR芦屋駅、阪急芦屋川駅から徒歩20分。
- 阪神芦屋駅から徒歩25分。
- JR芦屋駅からバスで「甲南高校前」下車、徒歩5分